# 八九式中戦車
八九式中戦車（はちきゅうしきちゅうせんしゃ）は、1920年代後期に開発・採用された大日本帝国陸軍の戦車（中戦車）。日本初の国産制式戦車として開発・量産された。秘匿名称「イ号」（「ロ号」は九五式重戦車、「ハ号」は九五式軽戦車）。

## 開発

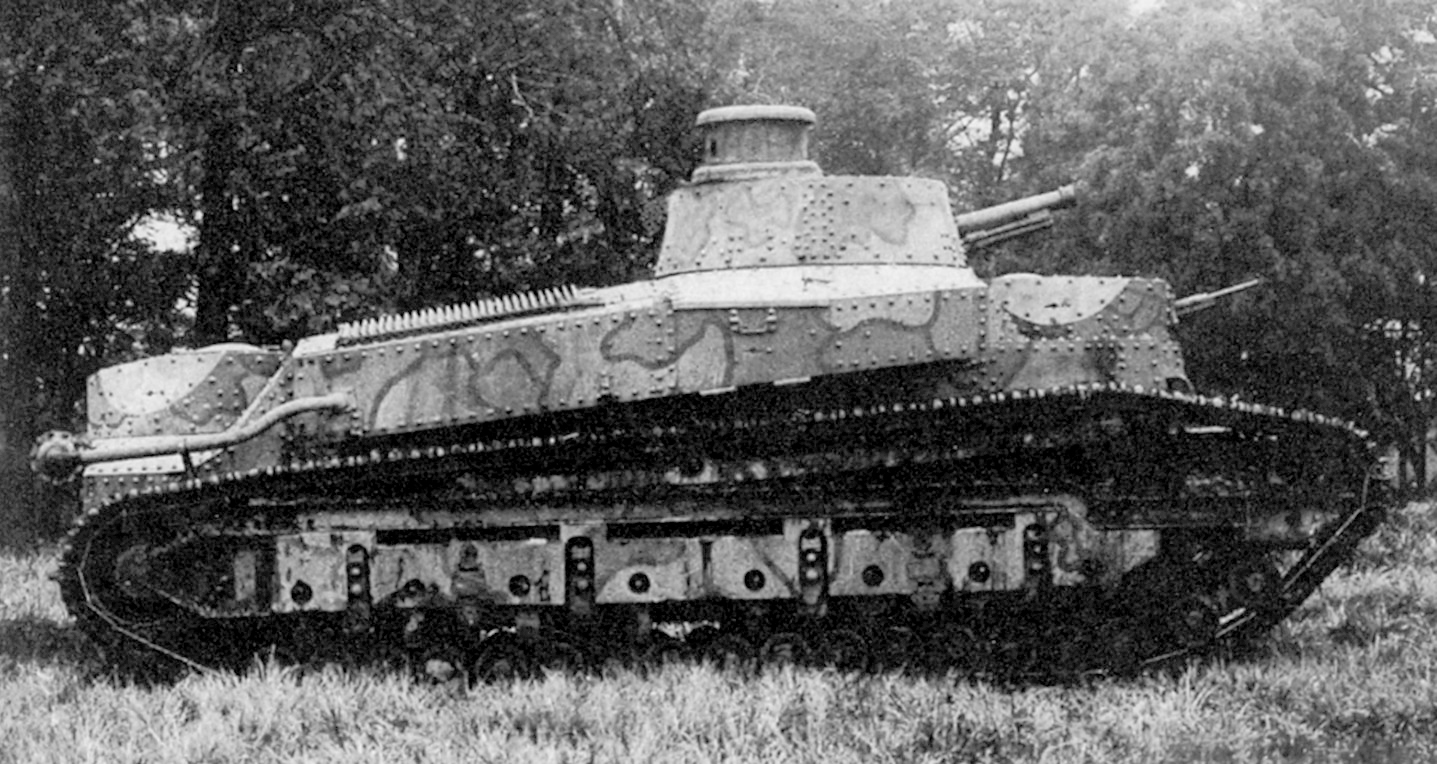
試製一号戦車

先の試製一号戦車の成功を受け、戦車の国産化に自信を深めた陸軍であったが、試製一号戦車は18トンという大重量であった。1925年（大正14年）から1935年（昭和10年）まで、陸軍には軽戦車と重戦車の区分しかなく、
- 軽戦車＝ルノ－戦車に類するもの=概ね10トン以内
- 重戦車＝英国中型戦車に類するもの＝概ね20トン以内

と決められていた。
日本は、軽戦車を主力とし、軽戦車より重い戦車は重戦車に分類し、数は少ないが軽戦車を補完する役割とし、軽戦車（主力・多数）と重戦車（補完・少数）の二本立てで、戦車隊を整備する方針であった。そこで1928年（昭和3年）3月28日に、新たに10トン程度の軽戦車を開発することを決定し、試製一号戦車の成果を基に1927年（昭和2年）に輸入したイギリスのビッカースC型中戦車を参考にして開発することになった。同時に重戦車（後の試製九一式重戦車）の開発も決定している。
開発は陸軍技術本部第四研究所で1928年（昭和3年）3月に始まり、同年4月に設計要目が決定、8月に概略設計図面が出来上がり、直ちに陸軍造兵廠大阪工廠に発注され1929年（昭和4年）4月に試作車（試製八九式軽戦車1号機）が完成した。
以後の量産は改修型も含め、民間企業である三菱航空機(現：三菱重工業)にて行われた。1929年（昭和4年）12月1日に三菱航空機は、戦車工場として大井工場を新設し、名古屋製作所芝浦分工場と併せて東京製作所とした。1931年（昭和6年）の満州事変後、日本製鋼所と神戸製鋼所と汽車製造株式会社も生産に関わるようになった。1937年（昭和12年）には下丸子に三菱重工業東京機器製作所丸子工場が新設され、1938年（昭和13年）に陸軍指定の戦車専門工場として稼働し、国産戦車の6割を生産するようになる。
1929年10月には東京〜青森間、660キロメートルの長距離運行試験に成功し、同年同月に八九式軽戦車として仮制式化（仮制定）された。初期試作車は、予定通り重量が9.8 tにおさまったため軽戦車に分類されたが、部隊の運用経験から度々改修が施され（この改修によって機動性は悪化している）、最終的な完成形では車体重量が11.8 t に増加した結果、分類基準の10 tを超えてしまった。さらに八九式軽戦車よりも軽量な九五式軽戦車が開発されたため新たに中戦車の区分が設けられ、1935年（昭和10年）9月13日に制式名称を八九式中戦車と改定（再分類）されている。
ただし、1928年（昭和3年）3月の段階で八九式軽戦車の重量11t以内としており、区分の変更は重量の増加ではなく軽戦車の定義が変化したからともいわれる。
のちの九七式中戦車（チハ車）の頃からカタカナ2文字の秘匿名称（試作名称）を付すようになり、さかのぼって八九式中戦車には甲型にチイ、乙型はチロとされた。この「チ」は中戦車、「イ」はイロハ順で1番目を意味する。しかし命名が遅過ぎたためか、実際に運用部隊等でチイ、チロと呼ばれることはなかったようである。陸軍第四研究所の戦後回想録の付表では、甲型も乙型も「チイ」と表記されており、「チロ」の命名については疑問視する声もある。
試作車が完成し仮制式化されても、試作車の改修や、日本で初めての戦車の量産故に、すぐには量産体制が整わず、八九式軽戦車の生産は遅々として進まず、間に合わせとして、1930年（昭和5年）に、フランスからルノーNC27軽戦車を10輌（12輌とも）輸入したが、装甲厚を除き攻撃力や対射撃抗堪性・走行性能など総合性能は、八九式軽戦車の方が優れていた。生産数は甲型が1934年（昭和9年）までに220輌、乙型が1935年（昭和10年）から1939年（昭和14年）にかけて184輌以上である（甲型が1930年（昭和5年）から1935年（昭和10年）にかけて283輌、乙型が1936年（昭和11年）から1937年（昭和12年）にかけて126輌、総計409輌との説あり）。1939（昭和14）年の八九式中戦車の取得価格は1輌が22万7200円であった。
1932（昭和7）年には、八九式中戦車を積載・揚陸できるように、各部が強化された、「大発動艇 D型」（積載量11 t）が開発されている。
八九式は軽戦車と中戦車の二面性を持つ戦車であり、のちに軽戦車としての後継として九五式軽戦車が、中戦車としての後継として九七式中戦車が開発・採用されている。

## 設計

### 車体

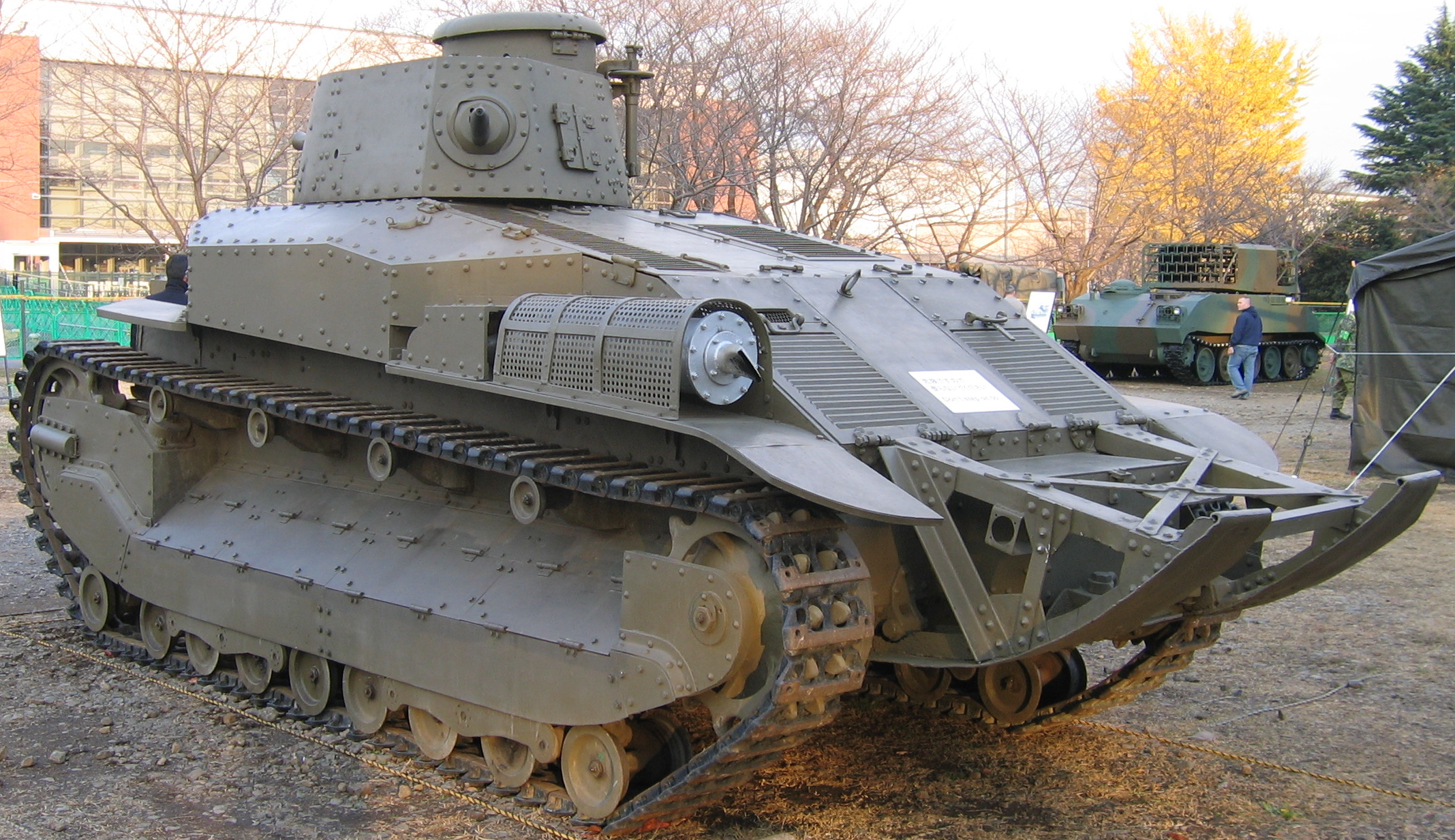
八九式中戦車乙型

八九式軽戦車（後に中戦車）は、国産の試製一号戦車を基に、全長の短縮化・小型化・軽量化を図り、イギリスのビッカースC型中戦車（特に足回りや車体全体のデザイン）を参考にして、開発されている。そして、試製一号戦車はルノーFTやシャール 2Cを参考に、ビッカースC型中戦車はバーチガン 18ポンド自走砲を基に、開発されている。八九式の設計は、日本とフランスとイギリスの設計の合作の成果といえる。
八九式軽戦車（後に中戦車）は、1923年（大正12年）の帝国国防方針・用兵綱領の改定により、フィリピンやグアムなどの酷暑地域での運用（対米戦）を想定して設計されており、断熱材として戦闘室と砲塔に石綿の内貼りが施されていた。しかし、満州事変が勃発し満州を勢力圏に収めると仮想敵をソ連に定め、さらにその後、中華民国軍との戦いに追われたため、実際には主に寒冷な中国大陸で運用されることになった。戦闘室と機関室は石綿加工板の中央隔壁で仕切られ、隔壁右側には戦闘室と機関室を通じる連絡扉があった。乗員はこの連絡扉を潜って機関室に入り、エンジンや各機器の整備や調整を行うことができた。
機関室右側には上下に並んだ風扇（シロッコファン）があり、エンジンの冷却と戦闘室の換気を行った。射撃時は一酸化炭素中毒対策として、連絡扉や車体各部の窓を開けて行った。始動電動機（セルモーター）兼発電機（ダイナモ）が付いていたが、補助用に戦闘室側の隔壁左側に人力始動装置用ハンドルが付いていた。乙型ではハンドルは廃止された。
車体左袖部（ゆうぶ、車体側面の張り出し部分）最後部に水タンクが設置してあり、水冷ガソリンエンジンの予備冷却水にする他に、乗員用の飲料水にした。戦闘室内後部左側に蛇口がある。各型に共通する装備であり、空冷ディーゼルエンジン搭載の乙型では純粋な飲料用であった。
前期生産車は水冷ガソリンエンジンを搭載していたが、後期生産車では空冷ディーゼルエンジンに変更された。のちにガソリンエンジン搭載型は甲型、ディーゼルエンジン搭載型は乙型と分類された。（後述）
また、前期型車体と後期型車体の形状は別物に近く異なった物になっている。甲乙の分類はエンジンの違いによる区分であり、これは必ずしも前期後期の車体形状の違いと一致しない。日本軍の機密保持が徹底していた為、諸外国では形状が変化した後期型車体の八九式を、新型の九四式中戦車であると誤って認識していた。

### 攻撃力

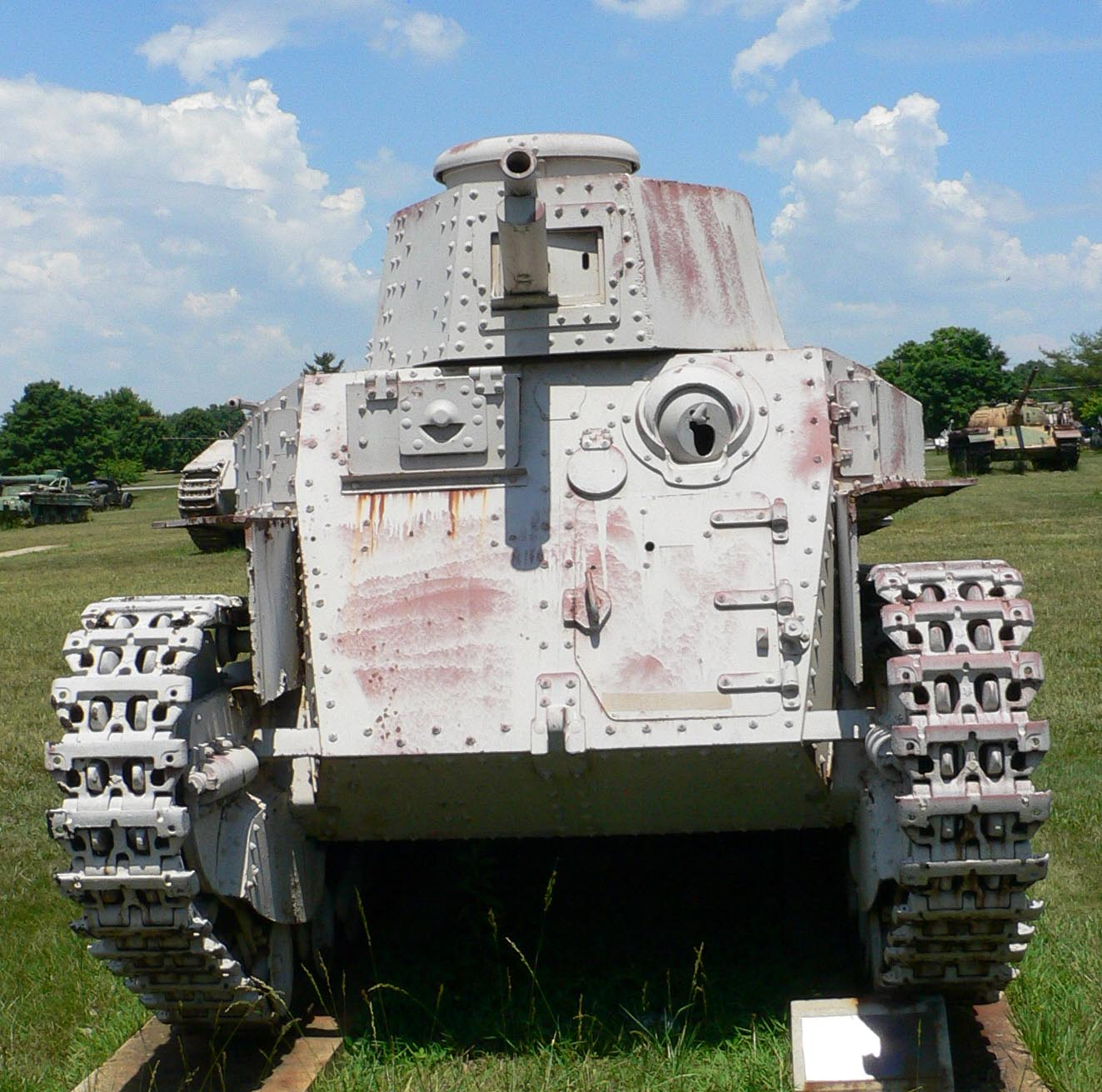
アバディーンにあった甲後期型。車体前面の車載軽機関銃は取り除かれている。

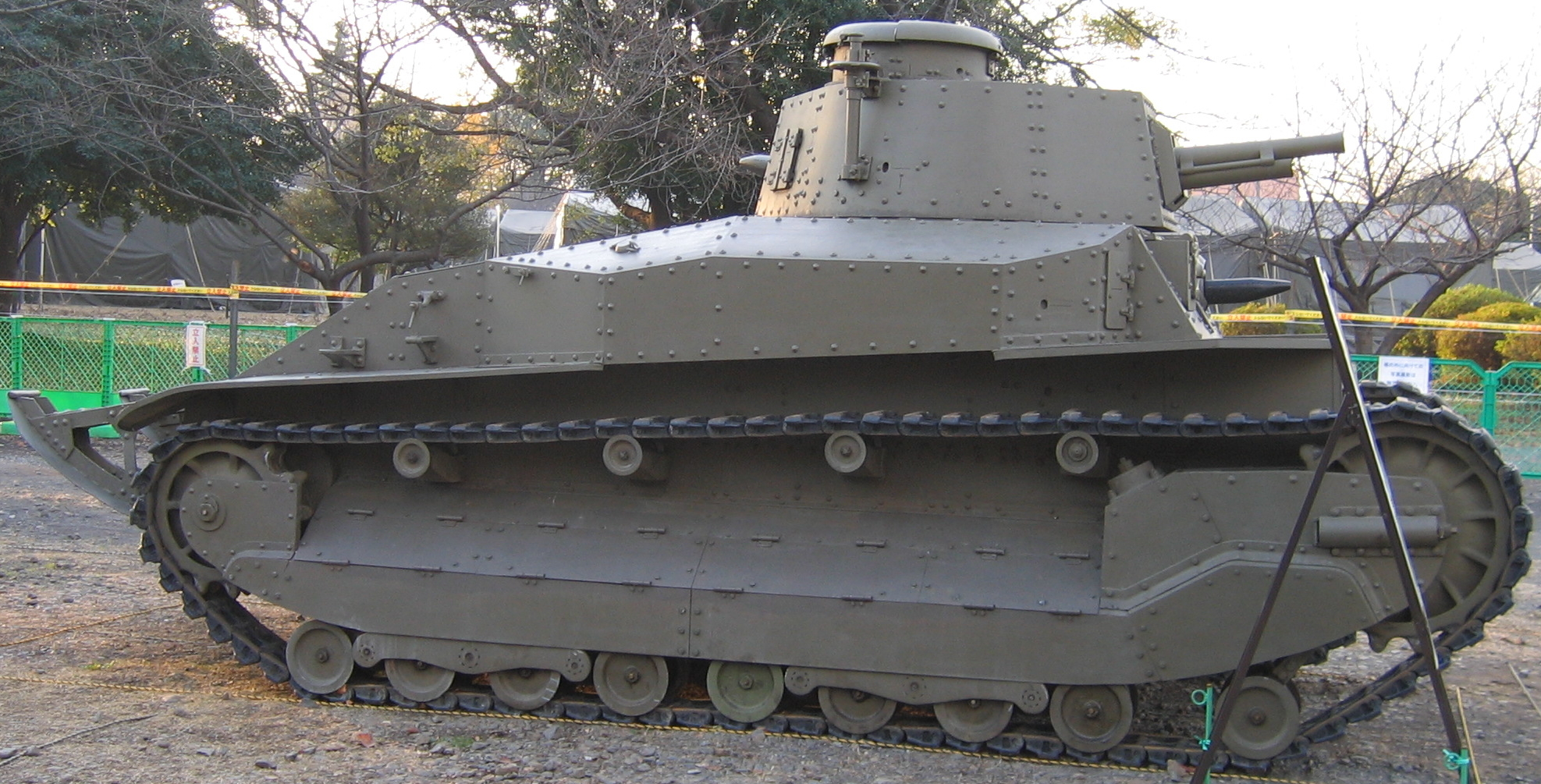
八九式中戦車乙型。砲塔の右側面に高射具（対空機銃架）の基部が付いている。

本車は歩兵直協用途に開発され、機関銃陣地撲滅を目標としていたため、主砲は対戦車戦闘などを想定していない短砲身であった。元々試製一号戦車用に開発された試製五十七粍戦車砲を、肩当を用いた直接照準操作方式に改修した18.4口径の九〇式五糎七戦車砲を装備した。この方式が以後の日本戦車に主砲同軸機関銃の採用を困難にした原因にもなった。砲塔旋回は人力で、砲塔旋回用ハンドル（転把）を回して行う。砲塔内は2名で、砲塔左側に砲手兼装填手が、砲塔右側に車長が位置した。砲塔の種類は、試作型砲塔・旧型砲塔・新型砲塔に大きく分類される。
照準器の射距離は500メートルまでで固定目標限定であった一方、方向射界（左右）の微調整と高低射界（俯仰）の全範囲は砲手の肩付操作で行うことから、ハンドル操作で行うよりもかなり照準は早く、空薬莢も自動排莢され、右片手で装填を行うため連続射撃もでき、徐行中であれば行進間射撃も可能であった。
榴弾威力は、九〇式榴弾の場合で弾頭炸薬量250グラム、九二式徹甲弾でも弾頭炸薬量103グラムと多く、徹甲弾（名称は徹甲弾だが、実際は徹甲榴弾(AP-HE)）であっても榴弾威力を重視した設計となっていた。これらは同時期に開発された九一式手榴弾（炸薬量65g）の2倍弱〜4倍弱程度の炸薬量であった。
徹甲弾の貫徹能力は、ニセコ鋼板に対する試製徹甲弾を用いた試験では射距離45m/30.4mm、350m/25.7mm（存速326m/秒）、1,400m/20.5mm（同264m/秒）、1,800m/17.5mm（同246m/秒）であった。
なお甲初期型の一部は、間に合わせに、九〇式五糎七戦車砲ではなく口径37mmの改造狙撃砲を装備していた（第一次上海事変に参加した5輌など）。また九〇式戦車砲の替わりに、車載用に改造した三年式機関銃（改造三年式機関銃）を主武装として旧型砲塔前部に装備した、機関銃装備型が甲初期型に存在した。その車輌の砲塔後部に機関銃は装備されていない。
1941年7月に陸軍技術本部が調整した「試作兵器発注現況調書」によれば、試作兵器として八九式中戦車に75mm砲短（該当する75mm短砲身戦車砲として当時試験されていた九九式七糎半戦車砲があるが、野砲・山砲の可能性もある）を搭載する改修を行う記述がある。この改修車輌の希望完成年月は1941年11月となっている。
また八九式中戦車の九〇式五糎七戦車砲、及び九七式中戦車の九七式五糎七戦車砲の砲身を互換性のある長砲身37mm戦車砲(一式三十七粍戦車砲を基に開発)へと換装することが検討されており、1942年2月、この試製三十七粍戦車砲の試験が行われている。これは本車や九七式中戦車の旧式化した短砲身57mm戦車砲を、砲身のみ換装することにより一式三十七粍戦車砲と同等威力の戦車砲へと改修することを企図したものであった。この試製三十七粍戦車砲(初速約804m/s)は、一式三十七粍砲や一式三十七粍戦車砲と弾薬（弾薬筒）は共通であり互換性があった。
本車は副武装として、初期には保弾板給弾方式の改造三年式機関銃、のちに改造十一年式軽機関銃を経て、車載用に改造した弾倉給弾方式の九一式車載軽機関銃を車体前面（車体銃）と砲塔後面（砲塔銃）に装備した。
原乙未生氏は回想で、試製一号戦車に続き、やや過大だった車体を縮小して軽量化、銃塔も廃止して小型にまとめた、八九式軽戦車の兵装配置について、
「全長を減少させるために前後の銃塔を廃することにした。これに装置した機関銃は一つは主砲塔内に後向きに簪（かんざし）式に、一つは操縦手の脇に固定装備することにした。簪式機関銃は砲と同時に発射することはできないが、目標に応じ、銃、砲の使い分けにより有効に利用できる」
と述べており、要は、前方車体銃と砲塔銃は、元々独立した銃塔であったものが、車体小型化の為に簡易化された結果の産物である、という。試製一号戦車の「砲と銃を必要な方向に最大限集中して威力を増大する」という目論見からは後退しているが、逆に言えば、小型化のための設計変更により、砲塔の砲と砲塔銃を使い分ける、という運用法が生まれた、という事にもなる。
砲塔の右側面には高射具（対空機銃架）の基部（ピントルマウント）が設置してあり、砲塔後部から取り外した砲塔銃を機銃架の先端に取り付けて、対空機銃として使用することができた。
初陣の満州事変以降、中国大陸における戦いでは攻撃力不足が問題となるような深刻な脅威にぶつかることはなかった。むしろ本車への最大の不満はその低い機動力であった。これは、中国大陸におけるほとんどの戦いが「追撃戦」であったからである。八九式は数字の上では良道を最高速度 25km/h で走行することが可能だったが、悪路・路外では最高速度を発揮できず、8km/h 〜 12km/h 程度が実用速度となった。この反省が機動力を重視した九五式軽戦車の開発に繋がっている。しかし、ノモンハン事件や太平洋戦争では対戦車戦闘能力の欠如が問題となった。

### 防御力
日本製鋼所が1924年（大正13年）に開発したニセコ鋼板を採用した。表面浸炭処理をしたニッケルクロム鋼で、防弾鋼板の他、船舶部品の素材としても使用された。
溶接技術の発達していない時期の開発のため、本車の装甲板はフレームにリベットで接合されていたが、これは装甲板をリベットによって接合する各国の戦車に共通の問題として防御上好ましいものではなかった。リベット接合の場合、リベットの頭に被弾すると残りの部分が弾け飛び、車内を跳ね回って乗員を傷つける危険性が高かった。
装甲厚は、車体前面が17mm、車体側面上部と車体後面（一部は12mm）が15mm、車体側面下部が12mm＋増加装甲3mm、車体下面が5mm、車体上面が10mm、砲塔周囲が17mm、砲塔上面が10mmである。射距離150mの十一年式平射歩兵砲（口径37mm）の射撃に抗堪できる装甲厚とされた。（砲身下部の駐退器は防弾性に難があり、被弾により壊れやすかったため、のちに3mmの装甲カバーが装着された）
日本陸軍は、戦車に対する各種榴弾砲および野砲による榴弾の威力を確かめる試験にて、本車両に対し射撃を行った。その結果九六式十五糎榴弾砲(九二式榴弾を使用)の場合、直撃弾であれば致命的な効力を及ぼし、至近弾であれば80cm以内で炸裂した場合、相当な効力があることが分かった。そのほかの火砲では、九一式十糎榴弾砲(尖鋭弾を使用)の場合は、直撃弾であれば致命的な効力を与え、至近弾ならば30㎝以内に着弾炸裂すれば効力があった。また九〇式野砲は命中弾でなければあまり効果がなく、命中しても強度の低い箇所にしか効果がないとしている。。
実戦では、中支における八九式中戦車の被弾記録によると、7.92mm徹甲実包（7.7mm徹甲実包や、7.92mm普通実包以上に威力がある）を、射距離30m〜70mから複数被弾した事例が記載されている。これらは、あらゆる角度から被弾しても装甲に十数mm侵徹した事例はあるものの貫通することはなかった。ただし一例だけ射距離30mから弾着角85度で被弾した場合、装甲に17mm侵徹(「砲塔部に侵入」であり貫通とは記載せず)したとなっている。13mm機関砲徹甲弾を被弾した場合は、射距離200mから弾着角90度で着弾した9発のうち1発が貫通、同距離で弾着角30度で着弾した場合は8発命中しても8mm侵徹するものの貫通することはなかった。20mm機関砲徹甲弾を被弾した場合は、射距離250mから弾着角90度で着弾した11発のうち4発が貫通した。37mm砲徹甲弾（3.7 cm PaK 36と思われる）を被弾した場合は、射距離300m以内ならばあらゆる角度から被弾しても貫通、となっており、射距離500メートルから弾着角30度で着弾した場合は貫通せず、深さ3mm、幅18mm、長さ40mmの侵徹痕が出来た、と記載されている。
機関室や袖部の車体天板は、水平ではなく、斜めになっていた。これは、車体側面や後面の垂直面の面積を減らすことが主目的だが、天板を斜めにすることで、手榴弾や火炎瓶などの対戦車投擲兵器を、上面から転げ落とす効果もあった。また、砲塔からの視野や機銃の射界を広げる効果もあった。
八九式の車体と砲塔の各所に横に細長い覘視孔があったが、ただの開口部であり、そこから銃弾の溶けた鉛の飛沫が飛び込んできて、直接覗いている乗員が失明する可能性があったので、戦車兵は安全帽とゴーグルを着用することが標準であった。日本戦車の覘視孔に防弾ガラスが付くのは、九五式軽戦車以降のことである。

### 機動力

#### エンジン
甲型の水冷ガソリンエンジンはダイムラーが開発した航空用水冷直列6気筒100hpガソリンエンジンを戦車用に転用した物である。これはタウベに搭載された物と同系列であった。日本陸軍は1914年（大正3年）から航空用エンジンの研究・製造を始め、1916年（大正5年）に東京砲兵工廠で（外国から購入した）「メルセデス・ダイムラー式100馬力」航空用エンジンが（見取りにより）国産化され、1917年（大正6年）に制式二号飛行機に、同1917年以降は「ダ式六型」の名称でモ式六型偵察機に、搭載された。1917年に東京砲兵工廠は、民間工場育成のために、東京瓦斯電気工業（瓦斯電。後のいすゞ自動車）と日本製鋼所に「6年式ダイムラー100馬力」航空用エンジンを試作発注し、1918年（大正7年）に東京瓦斯電気工業では「ダ式一〇〇馬力発動機」が、日本製鋼所室蘭工業所では室0号が製造された。これらは日本国内の民間工場初の航空用エンジンの製造でもあった。日本製鋼所では採算が取れなかったために、わずか20基の生産で航空用エンジンの生産事業から撤退したが、のちに室0号は戦車用エンジン開発の参考用に日本製鋼所東京製作所に譲渡された。以後の戦車用エンジンとしての量産は東京瓦斯電気工業自動車部（1918年（大正7年）設立）で行われた。出力は105 hp/1,400 rpm、最大118 hp/1,600 rpm、排気量は9,500cc。八九式中戦車甲型の燃費は、普通のトラックの約3倍程度であった。
乙型の空冷ディーゼルエンジンの搭載は車体形状の変更より遅れ、三菱が1932年（昭和7年）から、アメリカのフランクリン製「シリーズ15」空冷直列6気筒ガソリンエンジンや、イギリスのデ・ハビランド製「ジプシーI」空冷直列4気筒ガソリンエンジンを参考に開発を開始し、最初の試作エンジンが1933年（昭和8年）末に完成、1934年（昭和9年）〜1935年（昭和10年）頃から、車体に搭載され、耐寒試験、実用試験、耐久試験を行い、エンジンに改良を加え、1936年（昭和11年）に社内記号「三菱A六一二〇VD」（「イ号機」とも呼ばれる）は制式採用となった（「三菱A六一二〇VDb」とする説もある）。「A」は「空冷 Air-Cooled」、「六一二〇」は「6気筒120馬力」、「V」は「縦型＝垂直（シリンダー）＝Vertical＝直列」、「D」は「ディーゼル Diesel」を意味する。繋げると「三菱空冷6気筒120馬力縦型ディーゼル（エンジン）」という意味になる。本ディーゼルエンジンは直噴式である。水冷ガソリンエンジンから空冷ディーゼルエンジンへは、重量は330kgから650kgへと重くなったが、大きさはほとんど変わらなかったので、車体形状を変更することなく、巧く換装することができた。現在閲覧できる当時の諸元表上の数値は「空冷6気筒・最大120馬力」である。出力は108 hp、最大120 hp、ボア×ストロークは130 mm×180 mm、排気量は14,300cc、燃料搭載量は170l、消費は1時間で約18l。
- - 三菱A六一二〇VD

なお八九式中戦車乙型（空冷として初）は、ポーランドの7TP（液冷として初）と並んで、世界初のディーゼルエンジン搭載戦車である。
空冷ディーゼルエンジンは、燃費が良く（軽油の値段がガソリンの半分、そして燃費がガソリンの2/3なので、実質ガソリンの1/3の費用で運用できるのはとてつもないメリットだった）、圧縮による自己着火なので点火プラグなどの電装系と、空冷なので冷却水循環配管を省略でき、故に整備性が高く、燃料が引火点（ガソリンが－43℃に対し、軽油は40〜70℃、重油は60〜100℃）の高い軽油なので、攻撃や事故で損傷した際に火災になりにくく（実際にノモンハン事件では火炎瓶攻撃により炎上するガソリンエンジン装備のソ連軍戦車が続出した）、冷却水の調達（水が凍る厳冬地では困難だった）が不要で、また凍結することがないのでエンジンが破損しない、などが利点だった。反面、潤滑油を多く消費し、排煙、騒音、振動が酷くなり、また始動が難しく、冬の満州では車体の下に穴を掘りそこで焚き火をしてエンジンを温めて始動させていた。一般に同一馬力あたりでは、ディーゼルエンジンはガソリンエンジンに対して大きくて重く、日本のディーゼルエンジンはそれが特に顕著だった。そのためこれを採用した日本の戦闘車輌は、限られた車内空間と積載可能重量を、大きくて重くて低出力のディーゼルエンジンが占めるため、狭い居住性、薄い装甲、貧弱な武装、走行性能の悪化など、様々な面で制約を受けた。また実戦経験に基づいた武装や装甲の強化といった改修を求める意見に対しても車体に余裕が無いため、僅かな改善や能力向上しかできない結果に繋がった。
試製一号戦車での採用に続いて、甲型の燃料タンクは、機関室内ではなく、車体左右袖部内に設置されている。これは、危険な可燃物であるガソリンを、車内（主区画、メインコンパートメント）に置かないための、当時最新の工夫であった（履帯上方の空間の有効利用の面もある）。イギリス戦車では、ビッカースC型中戦車やA6（Mk.III）中戦車、アメリカ戦車では、T1軽戦車やT2中戦車、などで採用されている。ディーセルエンジンを採用した乙型では、燃料が引火の危険が少ない軽油なので、燃料タンクは機関室内に設置されている。
消音器（マフラー）は甲・乙ともに、機関室の左側面後方のフェンダー上に1つ配置されていた。

#### 走行装置

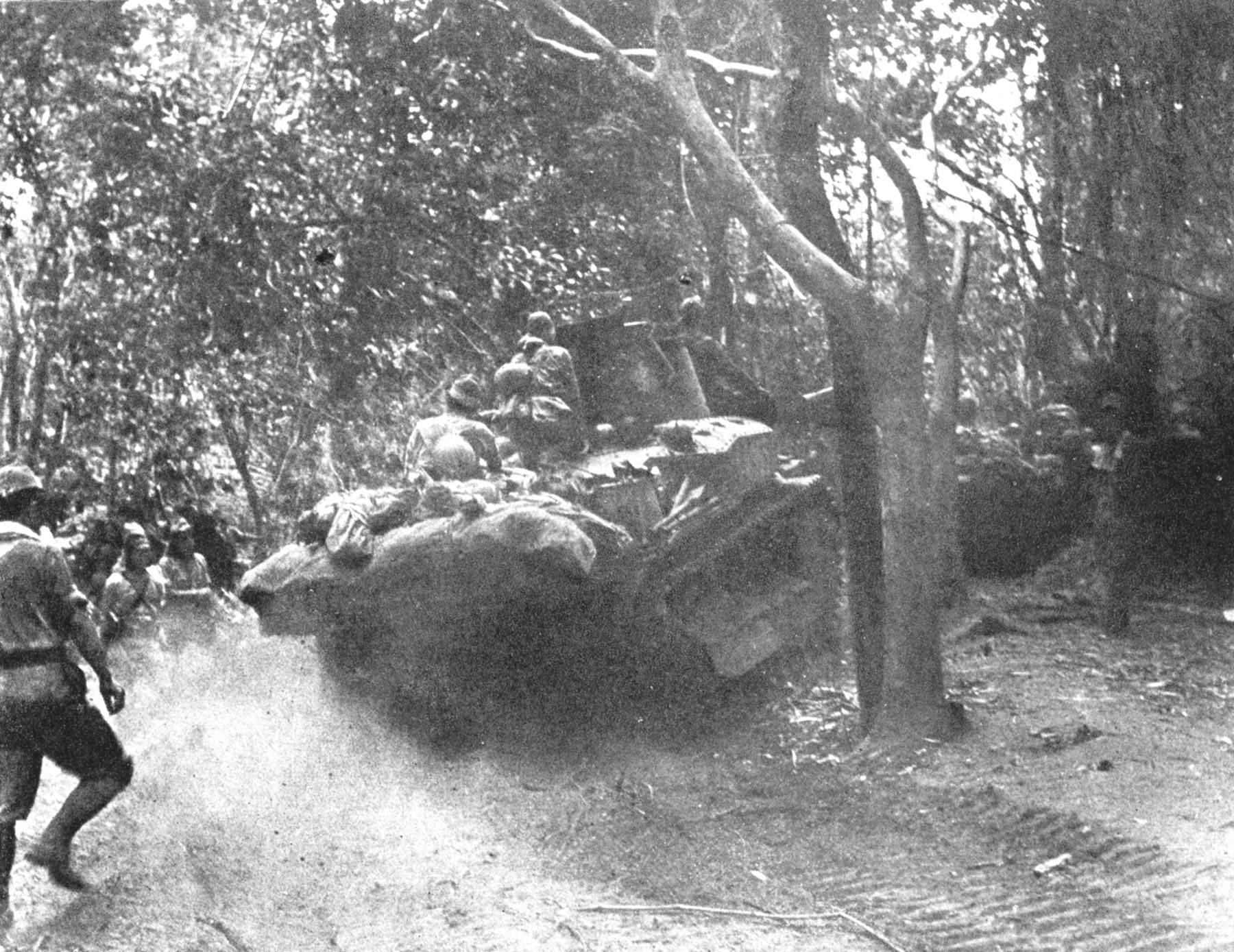
フィリピン攻略戦において、歩兵と荷物を乗せて行軍中の八九式中戦車

本車は起動輪（スプロケットホイール）が車体後方にある後輪駆動方式だが、以後の（試製一号戦車改と（試製）九一式重戦車（試製二号戦車）と九五式重戦車とジロ車とオイ車を除く）日本陸軍戦車は前輪駆動方式となっている。動力伝達機構がコの字型と複雑な配置で、車体後部左側に縦に配置された直列エンジンから出力軸が前方に出て、右に曲がって、さらに後方に曲がって、車体後部中央のクラッチと変速機に繋がっていた。
また、車体前方にある誘導輪（アイドラーホイール）にも履帯外れ防止用の歯（スプロケット）があった。転輪（片側）は小型の物が9個（4個（転輪2個からなるボギーが2組）で1組が2組、最前部の1個は衝撃緩衝用に独立した制衝転輪）、上部支持輪（片側）は前期型で5個、後期型で4個あった。小転輪を多数並べる方式は、地形追従性は良いが、高速走行には不向きであり、転輪数が多いため整備面でも運用上の実用性を下げた。車体下部側面には装甲板（懸架框、けんかきょう）があり、リーフ式サスペンションを守る役目の他、誘導輪と起動輪を挟み込むように支えていた。懸架框の斜めの部分は泥落としの役目があった。上部支持輪（リターン・ローラー）とフェンダーは装甲板から伸びる支持架で支えられていた。
- 日本戦車のサスペンションの変遷

試製一号戦車（菱形板バネ方式。弓型の重ね板バネを2つ、上下対称に貼り合わせ）→ビッカースC型中戦車（垂直スプリングサスペンション）→八九式軽戦車/中戦車（板バネ方式。八九式は試製一号戦車の約2/3の重量なので、弓型の重ね板バネは下側一つのみとなる）→九四式軽装甲車以降（横置き巻きバネ＋関連リンク方式）
履帯（りたい）は、甲極初期型では履板のピッチ（縦幅）の長い、含ニッケル特殊鋳鋼製の初期型履帯を装着していたが、それ以後は、1930年（昭和5年）に輸入したヴィッカース 6トン戦車の履帯を参考に、イギリスのハットフィールド鋼を模倣し、1932年（昭和7年）頃に小松製作所が開発（技術導入）した、ピッチの短い精密鋳造された高マンガン鋼製の後期型履帯を装着していた。高マンガン鋼製履帯は鋼製履帯に比べ、高い耐磨耗性をもち、以後の国産戦車の履帯の標準となった。また、履板形状にもいくつかの種類があった。片側の履板枚数は、ピッチの長い初期型履帯が50枚、ピッチの短い後期型履帯が74枚、後期型懸架装置に変更された甲中期型後期仕様以後では81枚であった。また、車体前方にある誘導輪の位置を前後に微調整することで、履帯のテンションを調整することができた。
甲中期型以降の車体後部にはルノー FTに見られるような尾体（尾橇、ソリ）が付いていた。これは車体の全長を長くすることで塹壕を越える際に落ち込むことを防ぐ以外に土手を登る際に後転するのを防ぐ意味がある。これにより超壕能力が2メートルから2.5メートルになった。しかし実際には、塹壕戦が主流だった第一次世界大戦と異なり、追撃戦が主流となった日中戦争では、本来の目的である超壕用としてはほとんど役に立たず、荷物置き場として使用されていた。尾体の積載能力としては、（予備燃料など）ドラム缶3本を積むことができたとされる。甲後期型では車体後面にセルモーター強化用の蓄電池収納箱が増設され、尾体はそれを囲んで保護する役割も果たしている。また、尾体の付いていない車輌も存在した。

## 甲型と乙型
エンジンが変更された当時から、八九式中戦車は「ガソリンエンジン搭載型を甲型、ディーゼルエンジン搭載型を乙型」としてエンジンを中心に区分されていた。
戦後、エンジン変更と同時に車体形状が変化したと思われていたので、「甲型（ガソリンエンジン搭載型）は前期型車体（甲型車体と一般に呼ばれる）であり、乙型（ディーゼルエンジン搭載型）は後期型車体（乙型車体と一般に呼ばれる）である」と、エンジンと車体形状が対応して一致していると思われていた。そのため甲乙といえばエンジンの種類だけでなく、同時に車体形状の型を意味していた。しかしながら、一見車体形状が乙型でありながらガソリンエンジンを搭載していた八九式が多数存在したことが判明し、エンジンと車体形状が必ずしも対応していないことが知られるようになった。この場合エンジンを中心にした本来の区分だと、この八九式は乙型ではなく、甲型（ガソリンエンジン搭載型）の後期型車体に分類される。これは車体変更が1933年（昭和8年）からであり、エンジン変更が1934年（昭和9年）〜1935年（昭和10年）頃からと、ずれがあるためである。海外に残っている八九式で乙型とされる車両は、実は甲後期型である。

### 前期型車体（甲型車体）と後期型車体（乙型車体）の違い

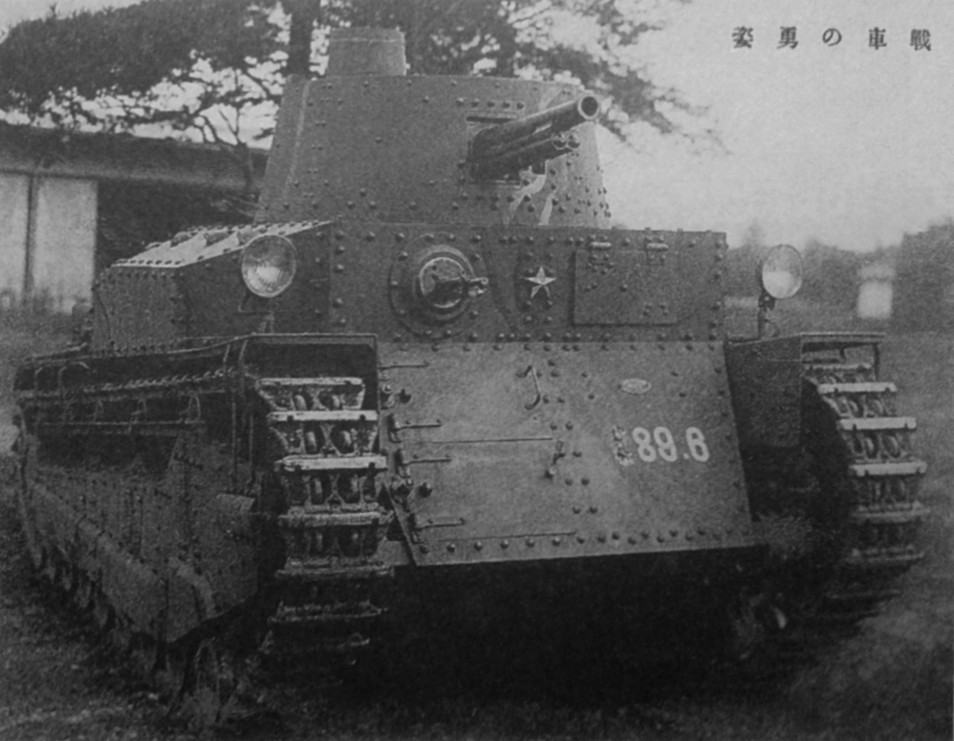
八九式中戦車甲初期型。旧型砲塔の特徴である小型のトルコ帽型車長展望塔。

- 前期型では車体正面の傾斜角度が途中で折れて変わっているが、後期型では同一平面になっている。
- 前期型では操縦手席が車体左側で機銃手席が車体右側に並んでいたが、後期型では操縦手席と機銃手席の位置が入れ替わっている。そのため前方機銃や乗降扉と、操縦手用視察窓の位置も左右入れ替わっている。
- 操縦手が外部視察に使う回転展望窓（ストロボ・スコープ）の、モーターで回転する円形の板が、前期型の放射状のスリットから細かい穴開き状に変更されている。また板が露出した部分が円形から、上半分を装甲で覆い半円形になっている。
- 前期型では車体側面両側に2つあった前照灯が、後期型では正面中央寄りに1つ埋め込み式に蓋付きで装備している。
- 後期型には尾体が付いている。
- 後期型では超壕能力を増すために、車体前方にある誘導輪が前方に50cm程突出している。
- 後期型では前期型より、地上と車体のクリアランスが15cm程高くなっている。
- 後期型では側方視察用の窓が車体左右袖部前部に設けられている。
- 前期型（旧型）砲塔は前面が曲面だが、後期型（新型）砲塔は平面になっている。
- 前期型砲塔には小型のトルコ帽型車長展望塔がついているが、後期型ではハッチ付きの大型車長展望塔（キューポラ）になっている。
- 車体左右袖部の燃料・水タンクの上面にある蓋の、位置や数が異なる。給油口蓋は、前期型では右5個左2個、後期型では右4個左3個、乙型では廃止。給水口蓋は、各型左袖部最後部に1個。

## 車体形状の分類と変遷
本車の車体形状は、試作車および甲初期型・甲中期型・甲後期型・乙型に分類される。以下に各型の特徴と変遷を記すが、これらの特徴は厳密に区分されるものではなく、それぞれの特徴が混ざった車輌が存在する。

### 試作車
水冷ガソリンエンジン搭載型。操縦手席が車体左側、車体機銃手席が車体右側にある。操縦手用視察扉に回転展望窓（ストロボ・スコープ）は無い。操縦手用視察扉（バイザー）の下方、操縦手席前面にビッカースC型中戦車のように操縦手フードが突出している。操縦手用視察扉と車体機銃の前面は一枚板である。乗降用前扉は車体前面右側にあり、上下二分割で、車体中央側に開く。大型前照灯が車体前部左右に設置されている。試作型砲塔（旧型砲塔を前後にひっくり返した形状。前面が平面で側面と後面が曲面）を搭載している。砲塔左右両側に回転展望窓がある。砲塔の回転展望窓は手動式。かんざし式砲塔銃は砲塔後面中央にある。車長展望塔は無い。前期型懸架装置。試製五糎七戦車砲と改造三年式機関銃を装備。機関銃の銃身は剥き出しで防弾器は付いていない。フェンダー支持架は前が2本、後ろが2本。機関室上面のルーバー（鎧窓）は、上面の左右の端に細長い物が対称的に、計2つある。斜め後面の点検扉（メンテナンス・ハッチ）のルーバーは、左右と中央の、計3つある。軽給水口蓋は、以降、各型左袖部上面最後部に1個。
- - 八九式軽戦車 試作車 前方から
- - 八九式軽戦車 試作車 正面
- - 八九式軽戦車 試作車 右舷
- - 八九式軽戦車 試作車 後面
- - 八九式軽戦車 試作車 左舷

### 甲初期型
1931年（昭和6年）の生産開始から1933年（昭和8年）半ばまでの仕様。水冷ガソリンエンジン搭載型。車体前面が大きく変化し、途中で傾斜角度の変わる、くの字型になる。旧型砲塔（試作型砲塔を前後にひっくり返した形状。前面と側面が局面で後面が平面）。トルコ帽型車長展望塔（頭に被るだけで出入は不可。筒の下方に全周視察用の横長のスリットが複数ある）の設置。砲塔上面の乗降用ハッチは左右に二分割（右側のハッチはトルコ帽型車長展望塔付き）。旧型砲塔に大型展望塔が付いた物もある。砲塔右側の回転展望窓の廃止。初期型車体に後から新型砲塔を搭載した車輌もある。前期型懸架装置。乗降用前扉は車体前面右側にあり、上下二分割で、車体右向きに開く。操縦手用の視察扉の回転展望窓は無い、あるいは、左寄りである。大型前照灯が車体前部左右に設置されている。九〇式五糎七戦車砲と改造三年式機関銃（後に九一式車載機関銃）を装備。一部車輌は37mm改造狙撃砲を装備。生産途中から機関銃の銃身に防弾器が追加される。遡って尾体と気化器（キャブレター）用空気取り入れ口を設置した車輌がある。車体左右袖部上面の給油口蓋は、右5個左3個。甲極初期型は履板のピッチが長い、鋼製の初期型履帯を装備している。1932年（昭和7年）以後は履板のピッチが短い、高マンガン鋼製の後期型履帯を装備している。

### 甲中期型
1933年（昭和8年）後期から1934年（昭和9年）頃までの仕様。甲中期型は、甲初期型から甲後期型への過渡期であり、生産数は少ないとされる。水冷ガソリンエンジン搭載型。車体前面が大きく変化し、傾斜した一枚板になる。乗降用前扉は一枚板になり、車体右向きに開く。操縦手用の視察扉の形状がブロック状になる。視察扉の回転展望窓は車体中央寄りになる。側方視察用の窓が車体左右袖部（ゆうぶ、車体側面の張り出し部分）前部に設けられる。車体右袖部前部に拳銃孔（ピストルポート）と覘視孔が設置される。車体左右袖部上面の給油口蓋は、右5個左3個。車体前面中央に小型前照灯（明暗二段階切り替え式）を装甲蓋付きの格納式に設置する。フェンダー支持架の廃止。超壕用の尾体が装備されるが、無い車輌もある。車体後部上面に気化器用空気取り入れ口が設置される。九〇式五糎七戦車砲と九一式車載軽機関銃を装備。車体銃の基部に装甲被（カバー）が追加される。マフラー基部に防弾板が追加される。前部フェンダーに補強板が追加される。甲中期型は、砲塔と懸架装置によって、前期仕様と後期仕様にさらに分類される。
甲中期型前期仕様
旧型砲塔。前期型懸架装置。旧型砲塔に大型展望塔が付いた物もある。
甲中期型後期仕様
新型砲塔。砲塔前面が平らになる。大型展望塔が設置される。大型展望塔は前後に二分割のハッチを持つ。砲塔左側の回転展望窓は廃止される。後期型懸架装置。後期型懸架装置では、超壕能力を高めるために誘導輪が前方に50cm突出する。またサスペンション取り付け位置が15cm下げられ、車体下面と地表とのクリアランスが広くなる。上部転輪（リターン・ローラー）が5個から4個になる。また上部転輪支持架が廃止され、上部転輪が片持ち式になる。懸架框（サスペンション・アーマー）の泥落とし（マッド・シューター）の傾斜面が広くなる。

### 甲後期型

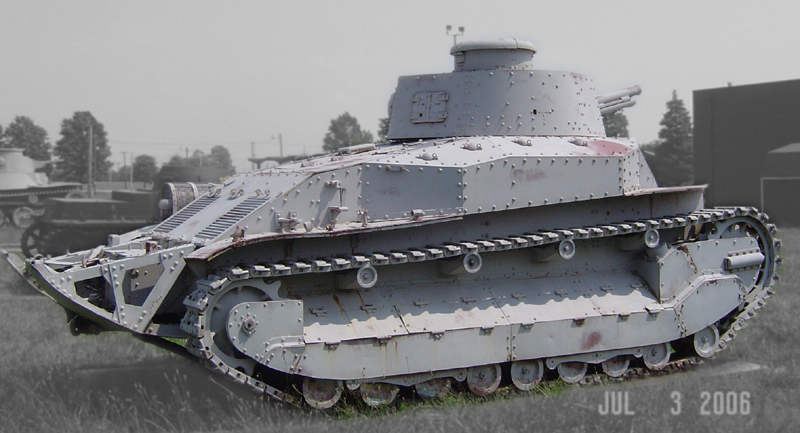
甲後期型

1934年（昭和9年）頃からの仕様。水冷ガソリンエンジン搭載型。新型砲塔。後期型懸架装置。操縦手席と視察扉を車体右側に移設し、換わりに車体左側に機銃手席と機関銃と車体左向きに開く乗降用前扉が設置される。新型砲塔に高射具が設置される。砲塔前面と車体前面に増加装甲を施した車輌がある。車体前面装甲板は中央で左右二分割。車体左袖部前部に拳銃孔と覘視孔が設置される（右は廃止）。始動電動機の強化に伴い、車体後面（尾体の付け根）に蓄電池（180Ah×1基）収納箱が増設される。それに伴い車体後部上面に点検扉が設置される。マフラーの排気口は円筒形。車体左右袖部上面の給油口蓋は右4個左3個。

### 乙型

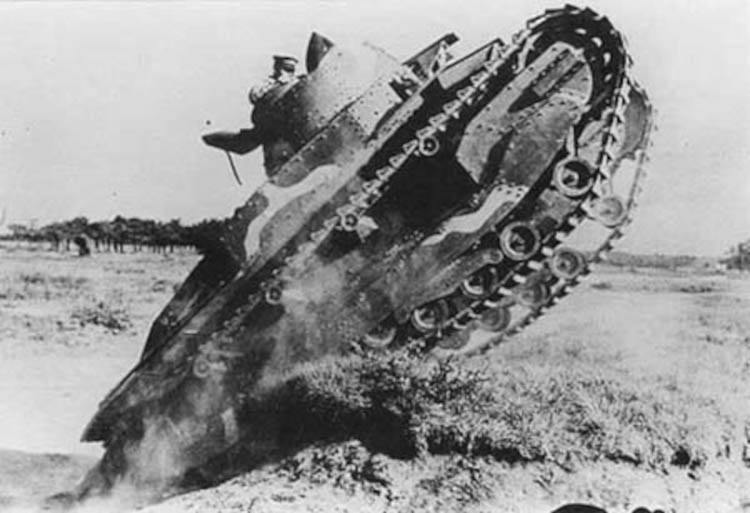
野外試験中の乙型

八九式中戦車の最終型である。空冷ディーゼルエンジン搭載型。これにより機関室右側の放熱函（ラジエーター）が不要になり、そこに車体左右袖部の燃料タンクが移設される。代わりに機関室内にあった滑油タンクが車体右袖部最後部に移設され、燃料タンクのあった車体左右袖部内に、蓄電池（左袖部に120Ah×2基、右袖部に180Ah×1基）が増設される。車体左右袖部上面の給油口蓋が廃止される。車体後部上面右側に燃料補給口蓋が主・副2つ設置される。車体右袖部最後部上面に滑油補給口蓋が1個設置される。新型砲塔。後期型懸架装置。車体左右袖部前部に拳銃孔と覘視孔が設置される。エンジンの真上の冷却用空気排出鎧窓にヒンジが設けられ、左に開くようになる。風扇真上の冷却用空気排出鎧窓が廃止される。シロッコファンと空冷ディーゼルエンジンが風洞で繋がれる。車体後部斜面中央の点検扉が大型になる。車体後部上面の冷却水補給口蓋と滑油補給口蓋が廃止される。車体後部上面の気化器用空気取り入れ口と点検扉が廃止される。後部フェンダーが延長される。マフラーの防護枠が変更される。マフラーの排気口（マフラーエンド）は平たく潰れた三角形（この日本戦車伝統の「フィッシュテール型排気管」は、日本戦車としては、八九式中戦車乙型が最初であり、以後、九五式軽戦車と九七式中戦車系にも受け継がれ、61式戦車まで採用されている。なお、先行するイギリス陸軍では、A6中戦車が最初であり、その改良型のヴィッカース中戦車 Mk.IIIにも受け継がれ、A7中戦車まで採用されており、採用期間は短い）。これらが乙型を見分ける特徴である。

## 実戦

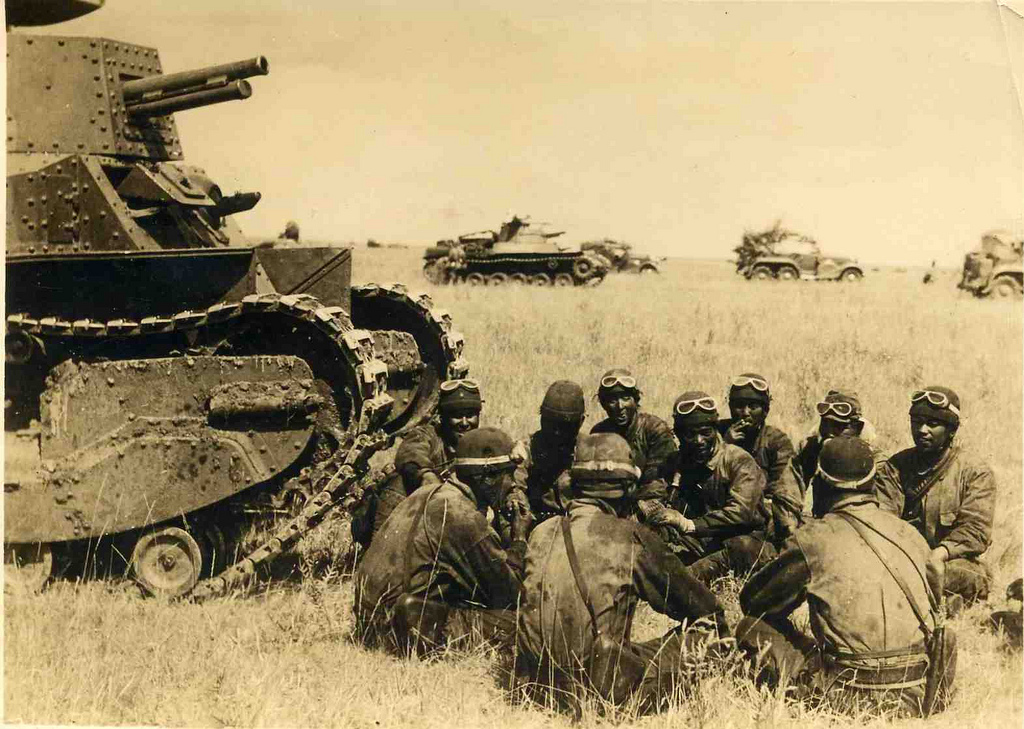
ノモンハン事件における八九式中戦車と戦車兵。中央奥は九七式中戦車、右奥はクロスレイ装甲車である。

本車は1931年（昭和6年）の満洲事変で初陣を経験した。百武俊吉大尉率いる臨時派遣第1戦車隊に、ルノー FT-17軽戦車やルノーNC27軽戦車の置き換えとして配備された。
満洲の現地人は、引っ張る牛も無いのに「勝手に動く」八九式「軽」戦車を「電気牛」と呼んだとされる。「電気」は最先端科学を象徴する言葉であった。
1932年（昭和7年）に勃発した第一次上海事変では、重見伊三雄大尉率いる独立戦車第2中隊に本車5輛が配備された。また同隊にはルノー乙型戦車10輛も配備され、実戦比較された結果、八九式に軍配が上がった。この戦いでは戦車部隊が注目を集め、「鉄牛部隊」として活躍が報じられた（当の戦車兵はこの名称を好まず、のちの戦いでは「鉄獅子（てつじし）」と報じられるようになる）。しかし、中国国民革命軍の精鋭第十九路軍の激しい抵抗と、網目のようなクリークに妨げられ、必ずしも楽な戦いではなかった。
1933年（昭和8年）に発動された熱河作戦に於ける承徳攻略戦で、臨時派遣第1戦車隊は日本初となる機械化部隊である川原挺進隊に加わったが、本車は悪路に起因する足回りの故障が多発し、活躍の主役はより高速な九二式重装甲車に奪われた。この作戦では日本初の戦車単独による夜襲なども行われている。
1936年（昭和11年）に発生した二・二六事件では第2戦車連隊所属の八九式中戦車が出動したが、戦闘は行われなかった。
- - 二·二六事件鎮圧部隊の八九式中戦車

初めて本格的な対戦車戦闘を経験した1939年（昭和14年）のノモンハン事件においては、九五式軽戦車と少数の九七式中戦車とともに中戦車の主力として投入された。この戦いでは、日本軍戦車の対戦車戦闘における攻撃・防御両面能力不足が露見した。そのため、九七式中戦車では対戦車能力を向上させた新型戦車砲の開発（試製四十七粍戦車砲）が同年から行われ、これは一式四十七粍戦車砲として制式採用され新砲塔チハに搭載、また1940年（昭和15年）には攻撃力・防御力・機動力全体を向上させたチヘ車（一式中戦車）の開発が行われた。しかしながら日本の国力の低さおよび、1930年代後期から第二次大戦にかけては航空機と艦艇の開発・生産が優先され、後継戦車の開発・量産が遅延していたため八九式の改良も放置される事となった。
太平洋戦争開戦時には、九五式軽戦車・九七式中戦車への更新が進んでいたが、南方作戦のフィリピン攻略戦において戦車第4連隊が装備する少数の本車が投入された。また、末期のレイテ島防衛戦（独立戦車第7中隊）やルソン島防衛戦の際には、戦車不足のため、既に引退していた本車までもかき集められ戦闘に参加している。
- - 1942年9月、テキサス州キャンプ・フッドにおける、八九式中戦車の木製模型を用いた対戦車戦闘訓練
- - レイテ島で米軍に撮影された甲後期型

1945年（昭和20年）沖縄戦において、戦車第二十七連隊が首里北方の戦いに参加した。
戦後、インドネシア独立戦争では、オランダ軍とインドネシア独立軍のどちらも、日本軍兵器を使用していた。

鹵獲され、オランダ軍に使用される八九式中戦車甲後期型。インドネシア、1946年9月。操縦席前面の黒い部分は、全開された操縦手用視察窓の落とす影である。

また、フランス軍は、1945年8月以降、インドシナ半島へと再進駐し、カンボジアの首都プノンペンにおいて、日本軍の戦車（八九式中戦車と九五式軽戦車）の他、機関銃装備型のルノーUEなど、11輌を鹵獲した。
再進駐に当たって、疲弊した軽装備（M8装甲車、M8 75mm自走榴弾砲、コベントリー装甲車、ハンバー装甲車など）しか持参できなかったフランス軍は、ベトコンとの衝突に備え、現地で得られたこれらの追加戦力を歓迎した。
これらの鹵獲車両を用い、1945年9月16日にプノンペンで、臨時部隊である「コマンドー・ブラインド・デュ・カンボッジ」(Commando Blindé du Cambodge、カンボジア装甲部隊)が、創設された。各小隊が3輌の戦車と2輌のルノーUEからなる、3個小隊が編成された。フランス軍は鹵獲した日本戦車の装甲を強化して使用した。
1946年の大半は、戦闘が起こらず、部隊は1946年8月にプノンペンからシェムリアップに移動し、地元の守備隊を補強した。
1946年9月、「コマンドー・ブラインド・デュ・カンボッジ」は第8軍団の第5胸甲騎兵連隊に改編された。日本軍の戦車は、連隊によって短期間使用されたのみで、すぐに第5胸甲騎兵連隊が運用していた標準車両である、イギリスのコベントリー装甲車とハンバー装甲車に置き換えられた。これは、インドシナ半島での敵対行為がエスカレートする前のことであった。そのため、フランス軍が再利用した日本戦車は、実戦で使用されたことはなく、もし使われたとしても、非常に軽い防護任務にしか使われなかったと考えられている。

## 軍神西住戦車長

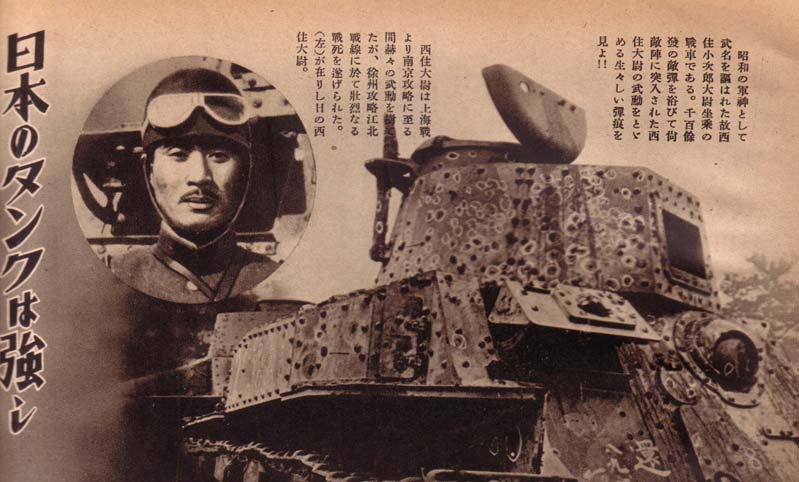
西住小次郎と搭乗車

本車は「軍神」として有名になった西住小次郎大尉の乗車であった。西住は戦車第5大隊第2中隊隷下の小隊長として、日中戦争における1937年（昭和12年）の第二次上海事変から徐州会戦中の1938年（昭和13年）5月17日に狙撃され戦死するまでの間、30回以上の戦闘に参加した。

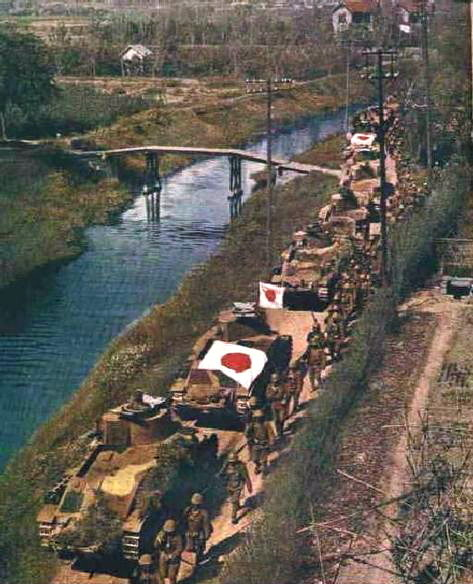
南京へと進撃する本車
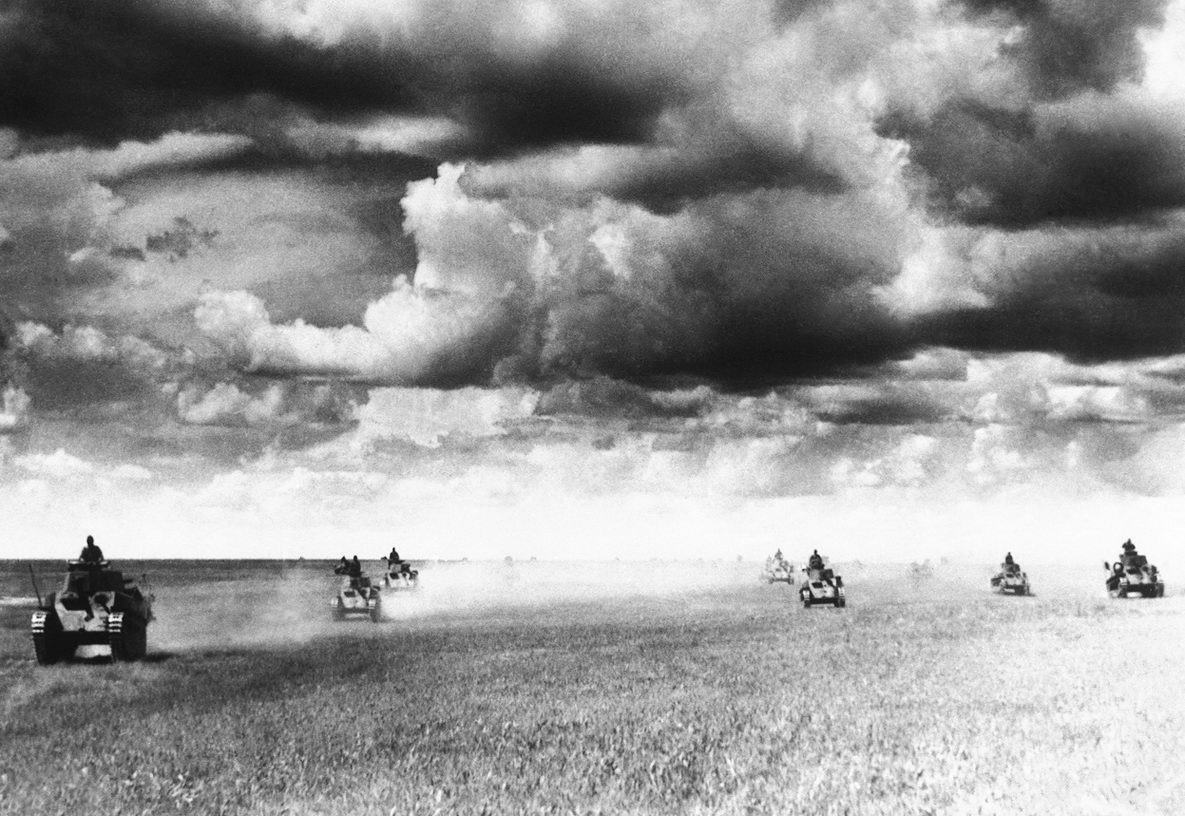
ノモンハン事件においてハルハ川前線へ進撃する本車
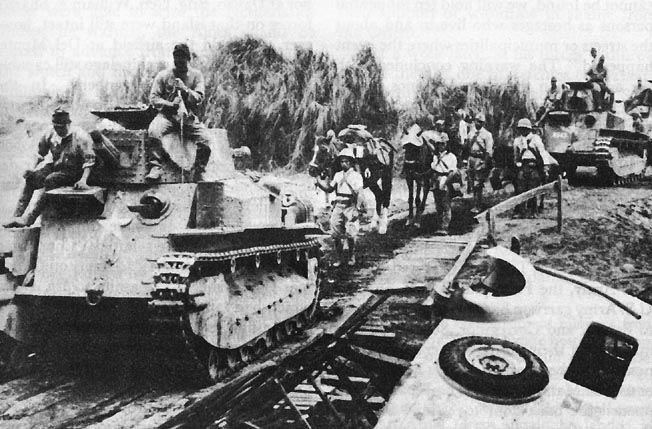
フィリピン攻略戦においてマニラへ進撃する本車

## 現存車両

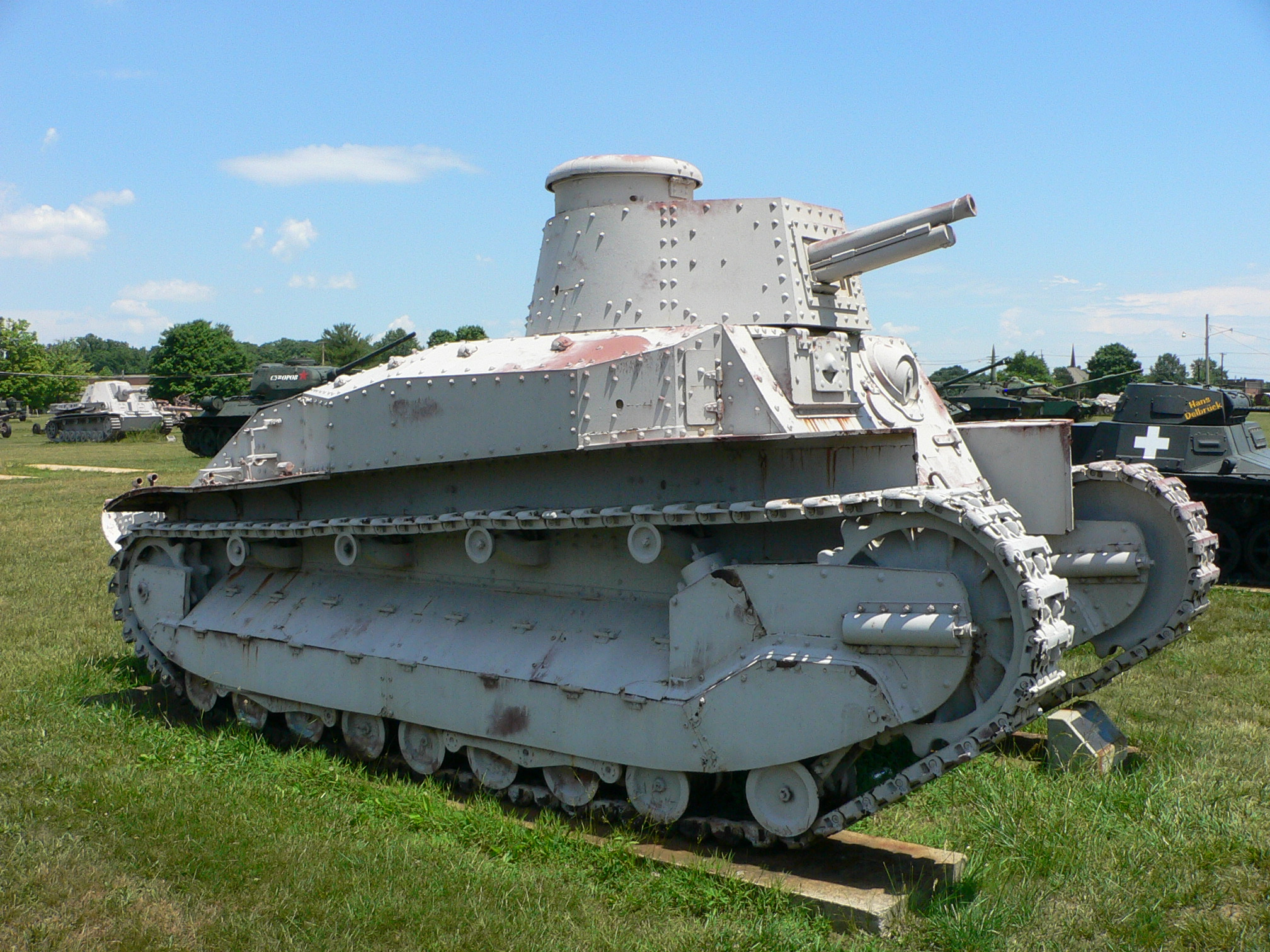
アバディーンのアメリカ陸軍兵器博物館にあった甲後期型

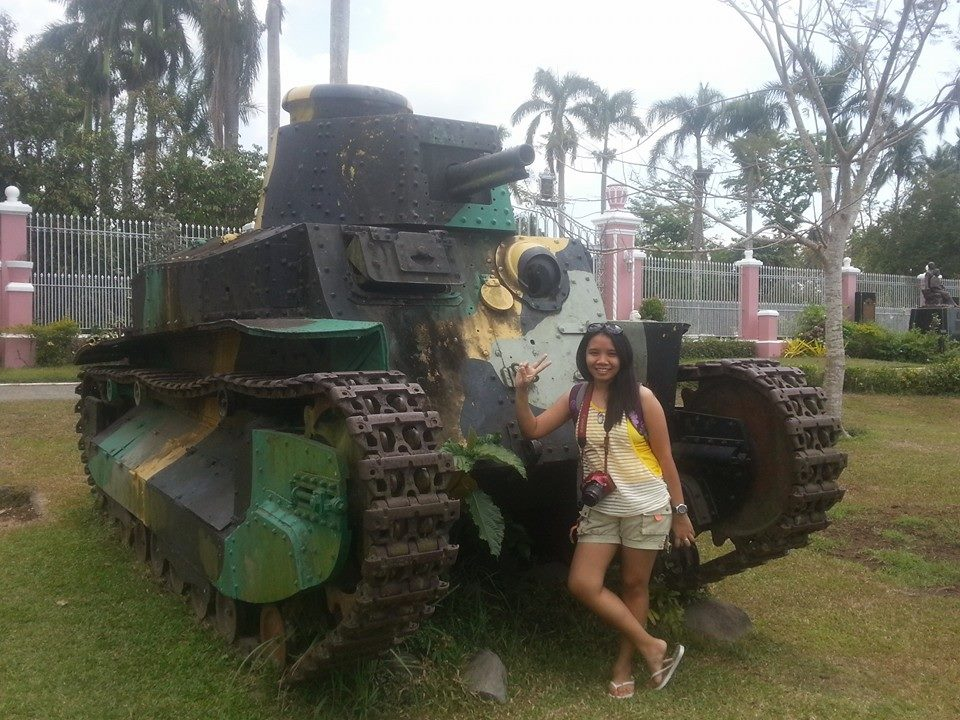
ヴィラ・エスクデロ博物館の甲後期型。現地では乙型と紹介されているが、袖部に給油口蓋があるので、甲後期型だとわかる。保存状態は悪く、機関室の天板が失われており、適当な板で塞がれている。

インドネシアのジャワ島西部パダラランのインドネシア陸軍戦車学校に、甲初期型が屋外展示されている。
- - インドネシア、ジャワ島西部、パダララン、インドネシア陸軍戦車学校の甲初期型。新型砲塔の機銃が設置されていた箇所に、ダミーの長砲身砲を装備している。

アメリカのアバディーン陸軍兵器博物館に屋外展示されていた甲後期型は、同九五式軽戦車と共に、バージニア州フォート・リーに移管済み。この甲後期型は興味深い特徴を持っており、右袖部には給油溝蓋があるのに、左袖部には給油溝蓋が無い。左袖部には鋲が無く、溶接してあるので、アバディーンが破損（腐食）個所を形だけ模して修復したのかもしれない。
- - アバディーンのアメリカ陸軍兵器博物館にあった甲後期型の右側面前方から。右袖部に給油溝蓋があるのがわかる。
- - アバディーンのアメリカ陸軍兵器博物館にあった甲後期型の右側面後方から。機関室天板のディテールから、甲後期型であるとわかる。
- - アバディーンにあった甲後期型の左側面前方から。左袖部に給油口蓋が無いことがわかる。

フィリピンのルソン島南部ラグナ州サン・パブロ市ヴィラ・エスクデロにある博物館に、甲後期型が屋外展示されている。
パプア・ニューギニアのブーゲンビル島南東部キエタにも甲後期型が存在している。
- - パプアニューギニア、ブーゲンビル島、キエタの甲後期型

乙型が三式中戦車（チヌ車）とともに陸上自衛隊土浦駐屯地内武器学校に保管されている。現存する乙型は世界にこの一輌のみである。
1965年、新宿京王百貨店で行われた「太平洋戦史展」に出展された記録があるが、どの個体であったかは不明。
土浦駐屯地の乙型は隊員教育の一環として自走可能状態までレストアされており、2007年（平成19年）10月14日の開庁55周年記念駐屯地祭で公開された。エンジンや電気系統などは現代の物を使用しており軽快に走行する。砲身は木製の精巧なダミーではあるが上下に可動し、砲塔前面の増加装甲が再現されている。車内の石綿の内貼りは1980年（昭和55年）の再生時に既に撤去済みである。
父島の大根山山中に、朽ち果てた八九式中戦車の砲塔（車体から外され、トーチカとして使用されたもの）が、残っている。

## 登場作品

### 映画
『戦ふ兵隊』
1939年に製作された（上映は戦後）、武漢作戦を記録した映画。冒頭、実物の八九式中戦車による行進シーンがあるほか、根拠地からの移動のシーンでは、前部出入口からの乗車から発車までのシークエンスが撮影されている。
『上海陸戦隊』
1939年5月20日に公開された、上海海軍特別陸戦隊の市街戦を描く映画。作中では第二次上海事変の戦場において、遠景に実物の八九式中戦車が数回登場。
『西住戦車長傳』
1940年11月29日に公開された、戦車長「西住小次郎」の活躍を描く伝記映画。撮影には実物の八九式中戦車が使用された。原作は菊池寛著の小説「西住戦車長傳」。

### アニメ・漫画
『ガールズ&パンツァー』
県立大洗女子学園Bチーム（バレー部、アヒルさんチーム）が八九式中戦車甲型（甲後期型）に搭乗する。愛称は「はっきゅん」。アニメ製作にあたり、陸上自衛隊保管車両への取材も行われた。
『ガールズ&パンツァー 劇場版』
引き続きアヒルさんチームが甲後期型に搭乗。
漫画 『ガールズ&パンツァー リボンの武者』
尾体や蓄電池収納箱などの装備を外して10t以下に軽量化し、タンカスロンに参戦。

漫画『バサラ戦車隊』
終戦直前の満州を舞台に、侵攻するソ連軍から民間人を守って奮闘する「バサラ戦車隊」の活躍を描いた漫画。作者は望月三起也。月刊誌「アーマーモデリング」に掲載。発行は大日本絵画。
漫画『ペンタブと戦車』（坂木原レム／芳文社）

### ゲーム
『War Thunder』
日本陸軍ツリーの中戦車として甲型が「Type 89 I-Go Ko」の名称で登場。
『World of Tanks』
日本中戦車「Type 89 I-Go/Chi-Ro」の名称で実装されている。
『艦隊これくしょん -艦これ-』
上陸用舟艇「大発動艇（八九式中戦車＆陸戦隊）」の名称で、大発動艇に搭載された状態で登場。